# Bertolt-Brecht-Platz
Der Bertolt-Brecht-Platz ist ein rund 3500 m² großer Stadtplatz im Berliner Ortsteil Mitte des gleichnamigen Bezirks und gehört zum historischen Stadtteil Friedrich-Wilhelm-Stadt. Seit 1963 trägt er den Namen Bertolt Brechts.

## Lage
Der Bertolt-Brecht-Platz wird im Westen begrenzt durch das Berliner Ensemble, im Norden durch das Appartementhaus Am Zirkus 1, im Osten durch die Straße Am Zirkus, und im Süden durch den Schiffbauerdamm.

## Namenserläuterung
Am 10. Februar 1963 wurde der Platz feierlich nach dem Dichter Bertolt Brecht (1898–1956) benannt. Im angrenzenden Berliner Ensemble hatte Brecht seine Wirkungsstätte von 1954 bis zu seinem Tod.

## Geschichte
Die heutige Platzfläche war bis zum Ende des Zweiten Weltkriegs bebaut. Etwa in der Mitte verlief die Straße Am Zirkus bis zu ihrer Einmündung am Schiffbauerdamm. Das 1892 nach Plänen von Heinrich Seeling errichtete Neue Theater, Schiffbauerdamm 4a, erreichte man über eine Zufahrt zwischen dem Haus Schiffbauerdamm Nr. 5. und Nr. 3, dem Hotel Hermes. Die Eckbauten trugen die Hausnummern 2/3, 4a/5, 6/7 sowie 8/9.
Nach der Beräumung der Ruinengrundstücke wurden diese nicht wieder bebaut und mit dem Umbau des Theatergebäudes zum Berliner Ensemble (BE) im Jahr 1954 wurden der Vorplatz des Theaters ausgeweitet, die Straße Am Zirkus neu trassiert, eine Rasenfläche angelegt und einige Bäume gepflanzt. Bertolt Brecht, Schriftsteller und jahrelang Regisseur am BE, wurde auf Beschluss des Ost-Berliner Magistrats einige Jahre nach seinem Tod mit der Vergabe seines Namens für den Platz vor seiner Wirkungsstätte geehrt.
Zu dieser Zeit befand sich an der Nordseite des Platzes noch der Friedrichstadtpalast, ursprünglich eine 1868 von Hitzig errichtete Markthalle, die 1873 zum Zirkusgebäude mit 5000 Plätzen umgebaut wurde, ab 1919 unter dem Regisseur Max Reinhardt zum Großen Schauspielhaus wurde, 1934 den Namen Theater des Volkes erhielt und für Operettenaufführungen diente. Ab 1947 war es das Revuetheater Friedrichstadtpalast bis zur Schließung 1980 wegen Gebäudeschäden. 1985 erfolgte der Abbruch.
1988 wurde die Denkmalanlage für Bertolt Brecht aus Anlass des 90. Geburtstages von Brecht nach einem Entwurf von Peter Flierl auf dem hinteren Platzteil eingeweiht. Das Bronzedenkmal schuf Bildhauer Fritz Cremer, die Stelen der Steinmetze Carl Wloch. Eine kleine dreieckige Rasenfläche und auf drei Seiten gepflanzte Bäume bilden die Grünanlagen des Platzes. Unter der Platzfläche zwischen Brecht-Denkmal und Theater verläuft die Südpanke und mündet am Schiffbauerdamm in die Spree.

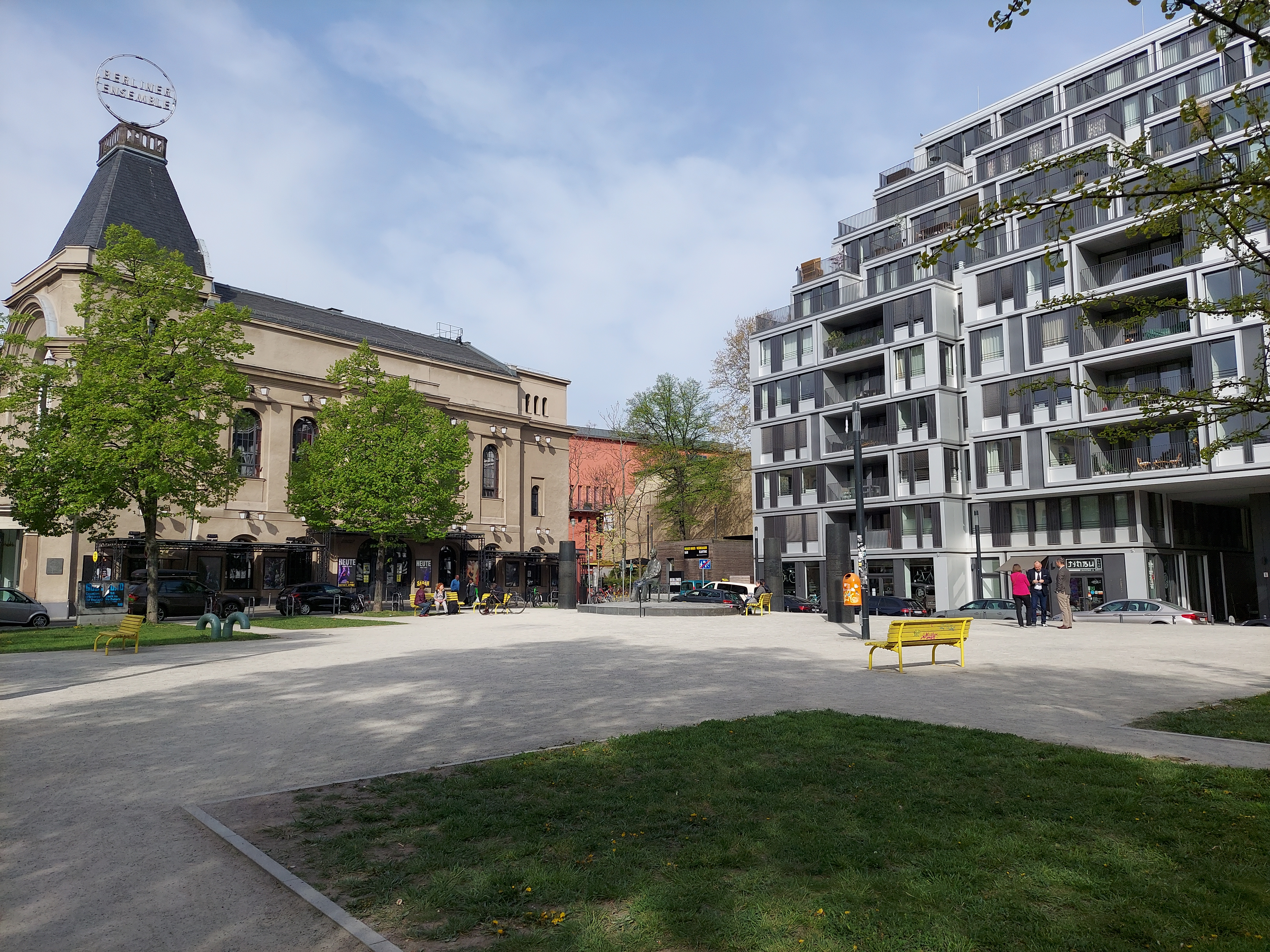
Blick über den neugestalteten Bertolt-Brecht-Platz, eingegrenzt durch das Berliner Ensemble und den Neubau des Appartementhauses, im Zentrum der Rasenflächen das Brecht-Denkmal

An Stelle des Friedrichstadtpalastes wurde 2011 das zehngeschossige Apartmenthaus Yoo Berlin nach Plänen von BRT Architekten Bothe Richter erbaut. An der westlichen Platzecke, im Haus Schiffbauerdamm 5, befindet sich das 1931 gegründete das Restaurant Ganymed. Insgesamt haben sich bis zum Jahr 2016 mehr als neun Unternehmen mit der Adresse Bertolt-Brecht-Platz angesiedelt.